# Òscar Nebreda
Òscar Nebreda   (Barcelona, 6 de desembre de 1945) és un humorista satíric català, de línia transgressora i festiva. Va fundar durant la dictadura revistes satíriques com "Barrabás" i "El Papus", patint diversos judicis i amenaces. El 1977, en el context de la Transició, i després que un grup d'extrema-dreta atemptés amb una bomba la redacció d'El Papus, entra a dibuixar a El Jueves, de la qual és editor (juntament amb J.L. Martín) i dibuixant.
També ha treballat per a Tele/eXpres i El Periódico. Un dels seus personatges més famosos és El profesor Cojonciano, "notari de l'actualitat". Un altre personatge seu molt estimat ha estat el Jordi Culé, qui, com el mateix autor, és un afeccionat del Barça.